# Мелница в Уелс
„Мелница в Уелс“ (на английски: An Overshot Mill in Aberdulais, Wales) е картина от британския художник Джеймс Уард от 1847 г.
Картината е нарисувана с маслени бои върху платно и е с размери 63 x 137 cm. Представя воденицата, намираща се на река Дулас и Нийт, близо до водопада Ейбърдулс.
Част е от колекцията на Националната библиотека на Уелс в Абъристуит.

## Галерия
- Същата сцена в стари гравюри